# Geretsried
Geretsried (pronunciación en alemán: /ɡeːʁət͡sˈʁiːt/ⓘ) es una ciudad del distrito de Bad Tölz-Wolfratshausen, en Baviera, Alemania, con una población censada de unos 23 200 habs. en el año 2012, situada sobre la orilla oeste o izquierda del río Isar.

## Historia
La primera mención a Wolfratshausen aparece en unos documentos del año 1083, cuando constaba solo de un grupo de granjas, en el trayecto que unía las ciudades de Múnich e Innsbruck, perteneciente a la ciudad de Wolfratshausen.
Durante la Segunda Guerra Mundial un campo de concentración estaba situado entre esta ciudad y Wolfratshausen.

## Referencias

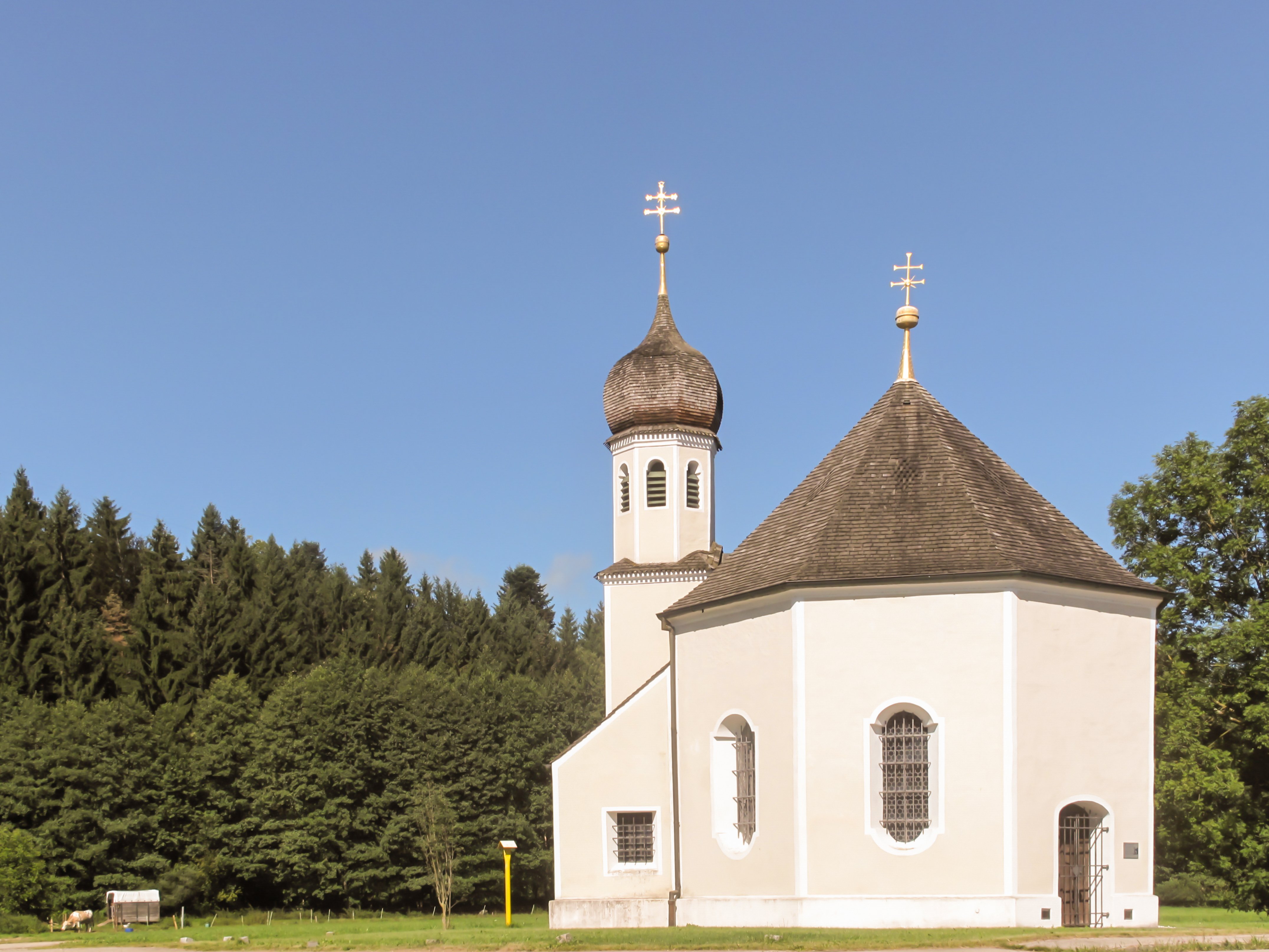
La capilla: Kapelle Sankt Nikolaus